# Gazette du Valais
De Gazette du Valais, dat tussen 1874 en 1888 verscheen als de Nouvelle Gazette du Valais, was een Zwitsers Franstalig conservatief-katholiek dagblad uit het kanton Wallis. De krant verscheen tussen 1855 en 1922.

## Omschrijving
De Gazette du Valais verscheen voor het eerst op 29 maart 1855. Aanvankelijk verscheen de krant tweemaal per week, maar in 1904 werd dat driemaal per week. De Gazette du Valais was een conservatief-katholiek dagblad. Een van de doelstellingen van de krant was dan ook om de rechten van de kerk en de geestelijkheid te verdedigen. Tussen 1855 en 1922 verschenen meer dan 8.000 uitgaves van de krant. De laatste uitgave verscheen op 13 juli 1922.